# Ngauruhoe
Ngauruhoe (maorsky Ngāuruhoe) je aktivní stratovulkán v centrální oblasti novozélandského Severního ostrova. Z administrativního hlediska je hora rozdělena mezi regiony Manawatu-Wanganui a Waikato, jejichž hranice prochází od severu k jihu středem vrcholového kráteru. Ngauruhoe je jedním ze tří významných vrcholů v sopečném komplexu Tongariro a je součástí stejnojmenného národního parku.

## Původ jména
Jméno sopky pochází z maorštiny, konkrétně ze slovního spojení Nga Uru Hoe, což lze přeložit jako Vržené (resp. vrhající) horké kameny. Podle pověsti horu takto pojmenoval tohunga Ngātoro-i-rangi, náčelník či duchovní vůdce Maorů, kteří doputovali na Nový Zéland ze své pravlasti, v polynéské mytologii zvané Hawaiki (tato mytická pravlast Polynésanů zahrnuje Společenské ostrovy, Cookovy ostrovy, Samou a Tahiti). 

## Geografie a geologie
Vulkán Ngauruhoe je součástí Sopečné plošiny Severního ostrova (anglicky North Island Volcanic Plateau), zvané též zkráceně Centrální plošina (Central Plateau). 

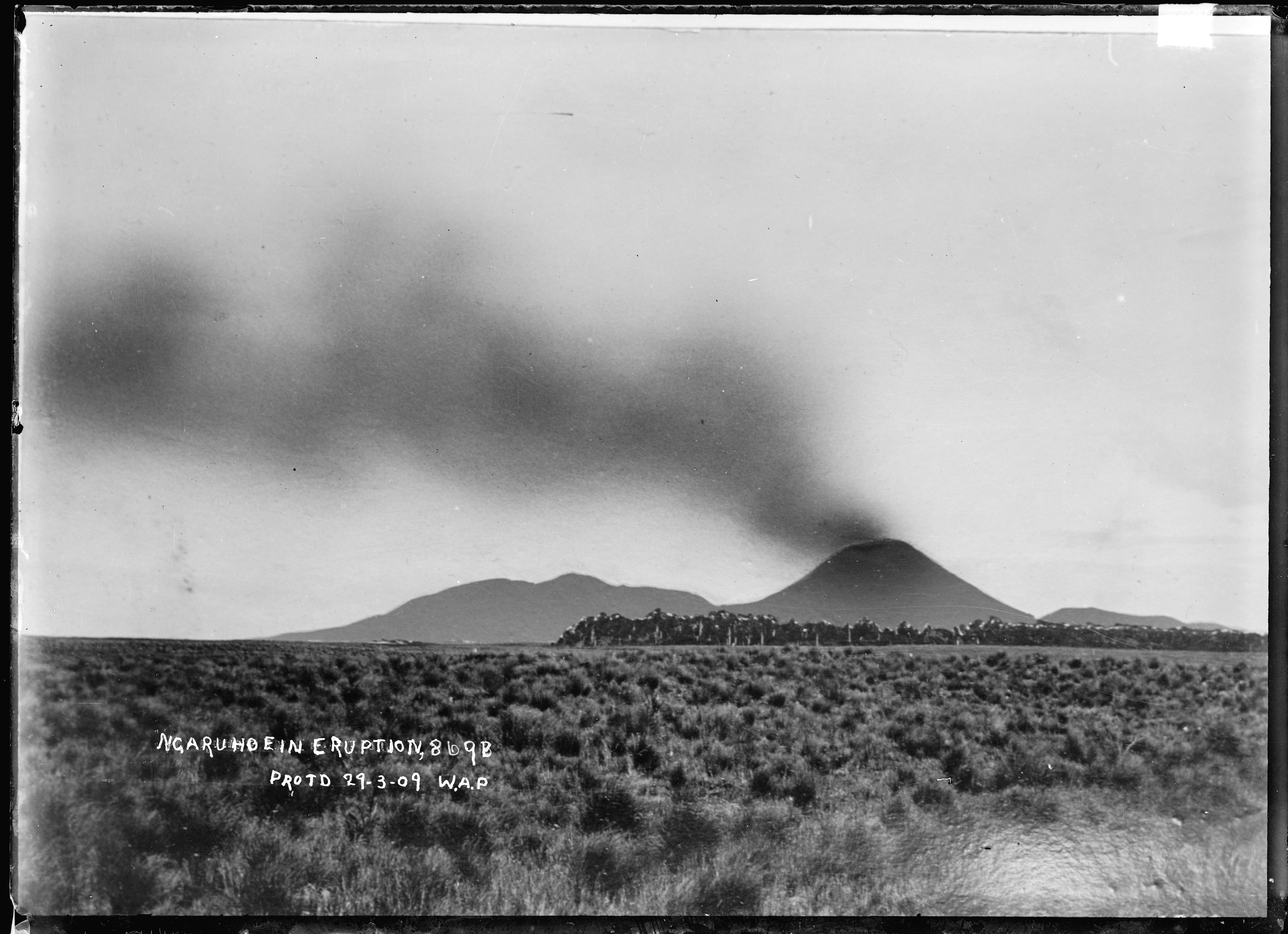
Erupce v březnu roku 1909

Nejvyšší bod Ngauruhoe dosahuje nadmořské výšky 2291 metrů, tedy podstatně výše, než ostatní partie masívu Tongariro. Je to však téměř o 500 metrů níže, než je vrchol zhruba 15 km vzdálené sopky Ruapehu, která je nejvyšší horou Severního ostrova. Sopky Ruapehu, Ngauruhoe a Tongariro leží při západním okraji pouště Rangipo. Přibližně 25 km směrem na sever od Ngauruhoe se rozkládá jezero Taupo, které je největším jezerem Nového Zélandu.
Samotný sopečný kužel je vysoký zhruba 900 metrů. Na vrcholu uvnitř staršího kráteru, širokého přibližně 400 metrů, se nachází mladší sopečný kužel, uvnitř kterého je aktivní kráter o průměru 150 metrů. Na svazích sopky je patrných kolem šesti desítek lávových a pyroklastických proudů různého stáří. Místní sopečné horniny jsou andezitové bazalty a andezity, z minerálů lze v těchto horninách nalézt krystaly plagioklasu, ortopyroxenu a augitu, poměrně hojný je i výskyt olivínu.

## Aktivita
Ngauruhoe je nejmladší sopkou v komplexu Tongarira, její první erupce jsou datovány do doby zhruba 500 let před začátkem našeho letopočtu. V průběhu 20. století zde bylo zaznamenáno celkem 45 projevů aktivity tohoto vulkánu. Poslední velká erupce Ngauruhoe ve 20. století se udála v roce 1975. V rámci celého masívu Tongarira byl naposledy aktivní kráter Te Maari, a to v roce 2012, od roku 2006 byla však pozorována v oblasti Ngauruhoe rovněž zvýšená seismická aktivita.

## Vulkán ve filmu
Vzhled sopky Ngauruhoe v podobě pravidelného impozantního kuželu byl využit při natáčení exteriérů slavné filmové trilogie "Pán prstenů". Vulkán ve filmu novozélandského režiséra Petera Jacksona  představuje Horu osudu neboli Ohňovou horu neboli Orodruinu na pláni Gorgoroth v Sauronově zemi Mordor, kde byl ukován i zničen Prsten moci.

## Galerie

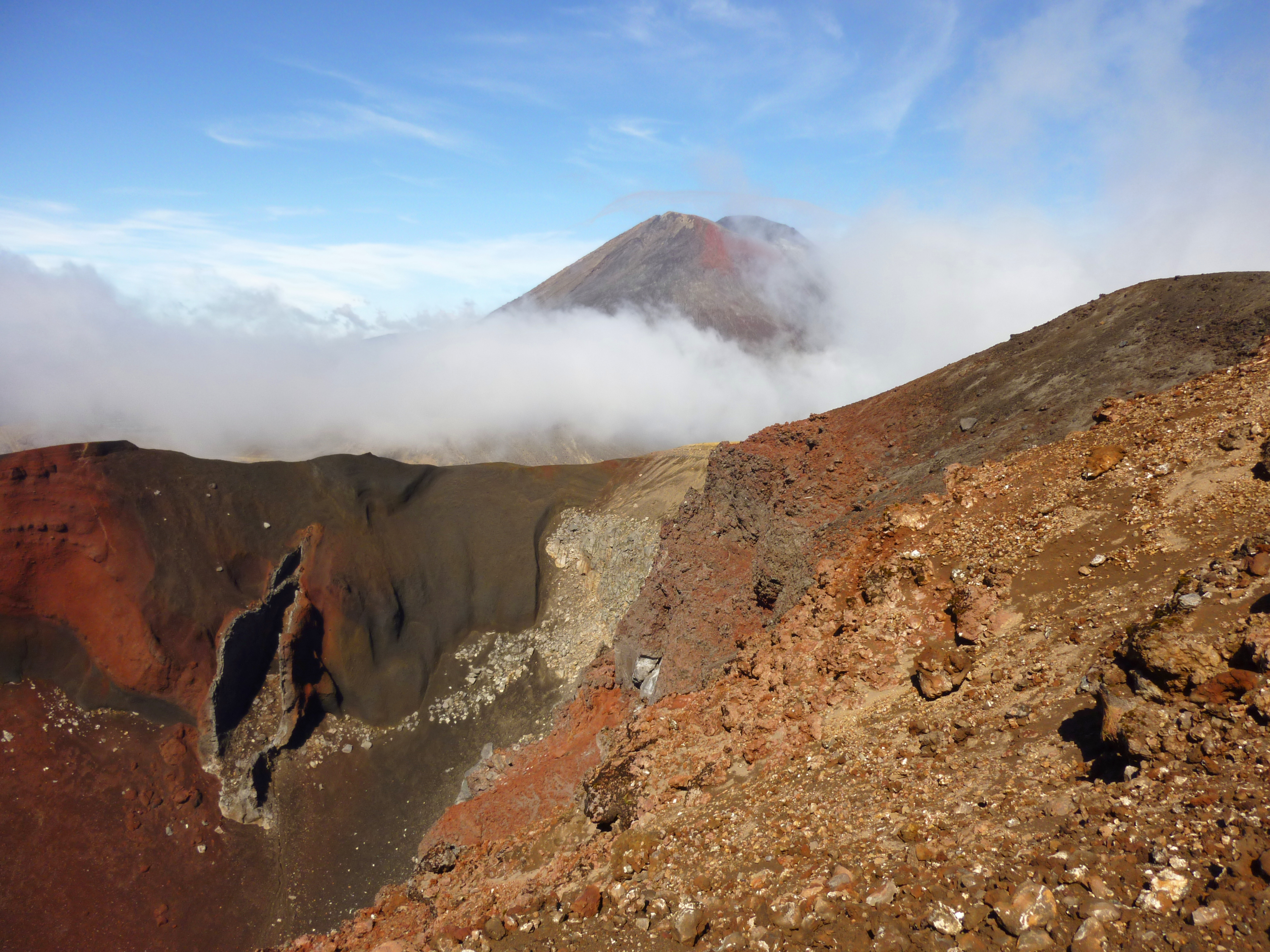
Pohled z masívu Tongarira k vrcholu Ngauruhoe
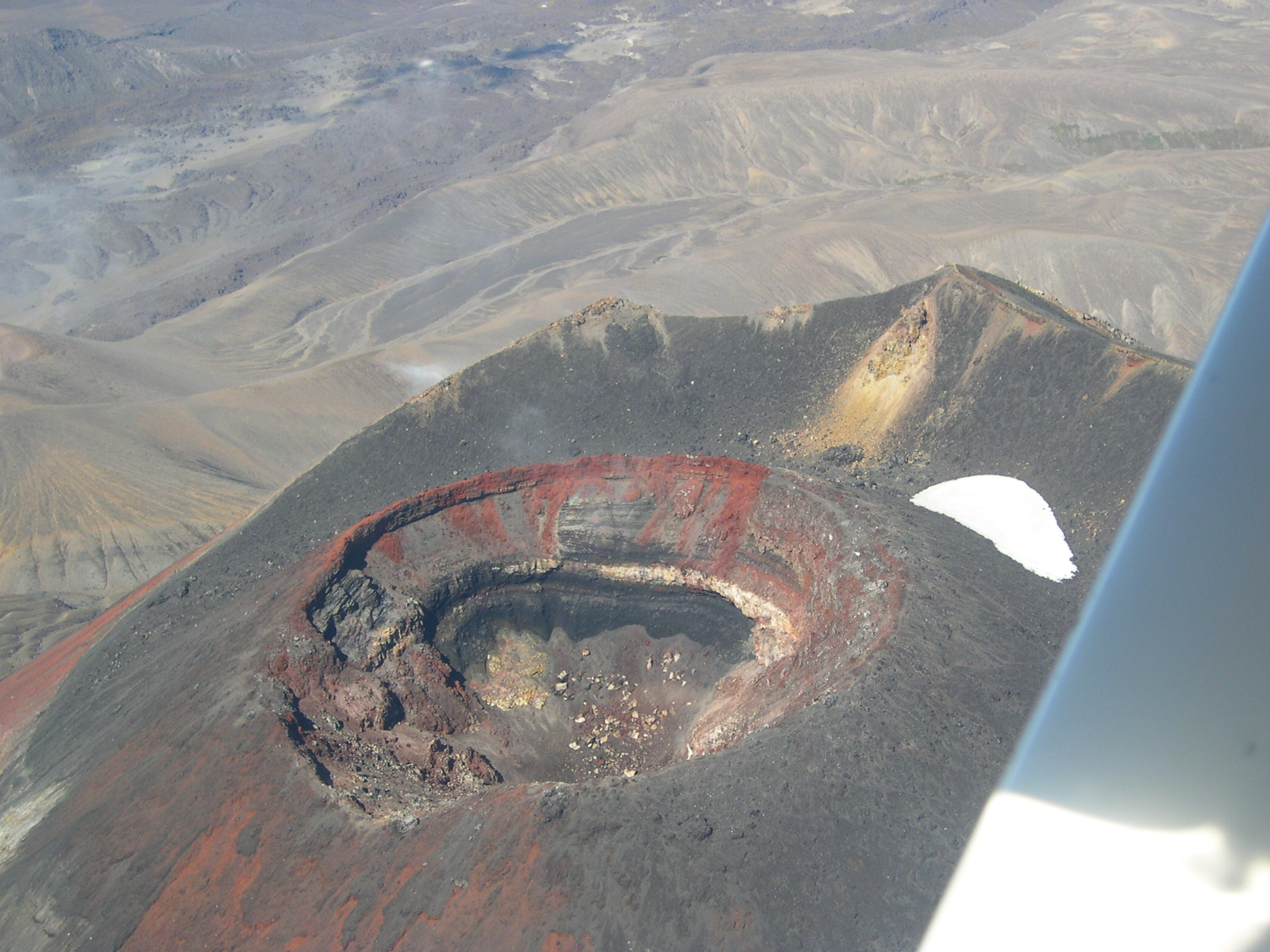
Letecký snímek starého a mladšího kráteru
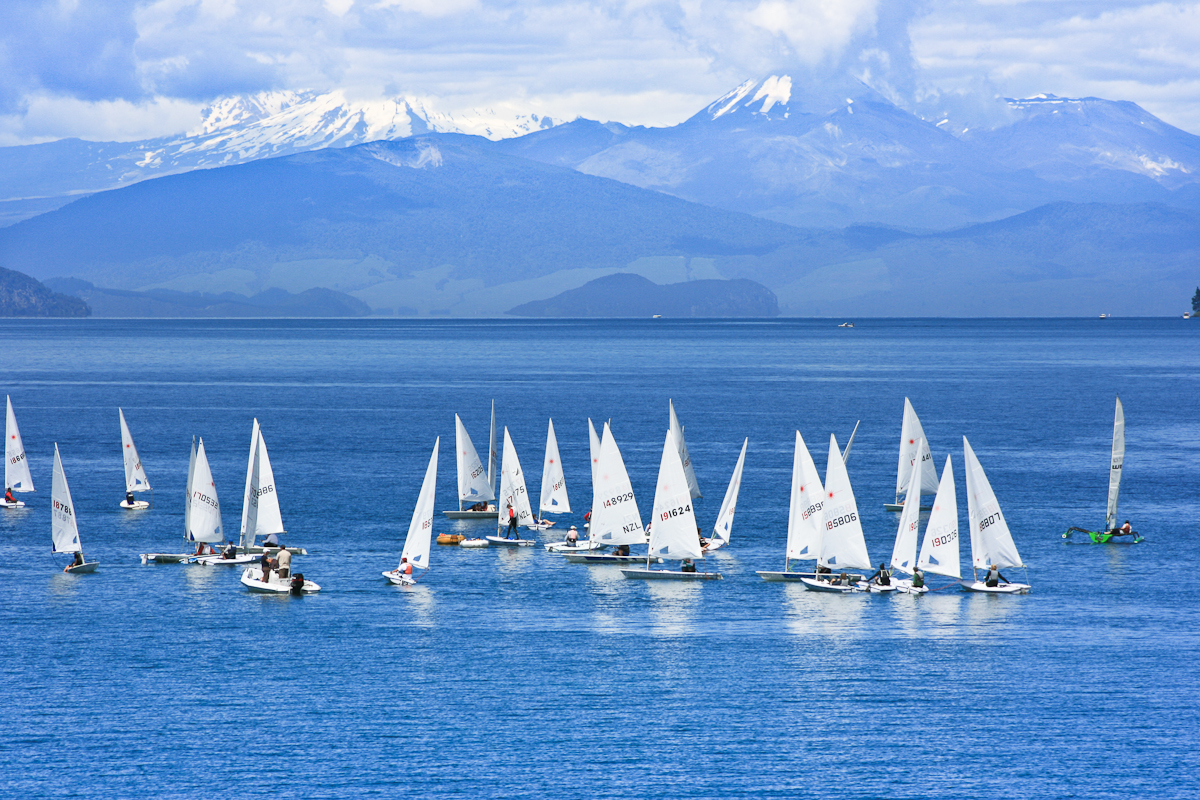
Jezero Taupo, v pozadí Ruapehu a Ngauruhoe
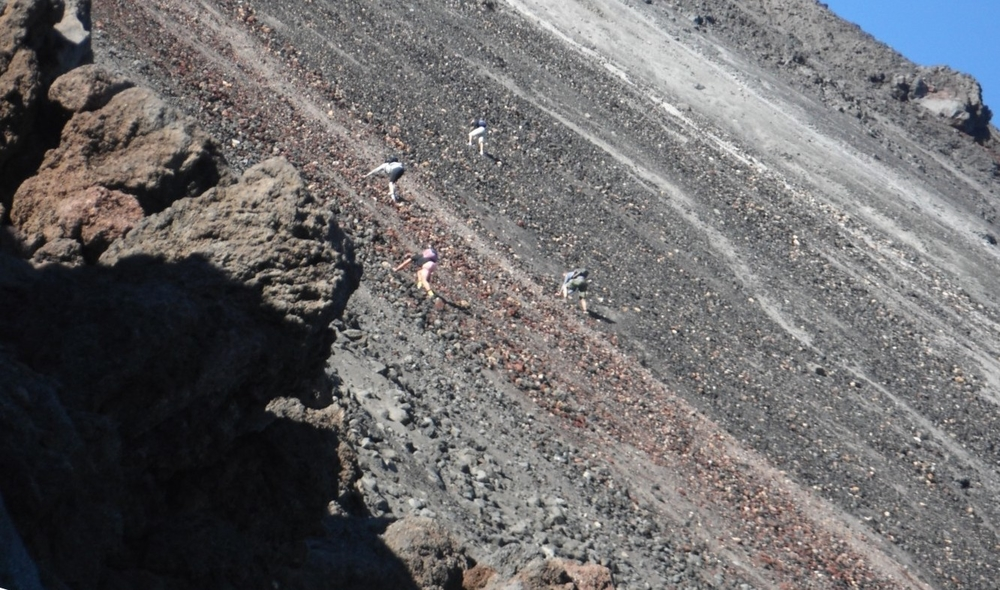
Turisté na suťovém svahu sopky
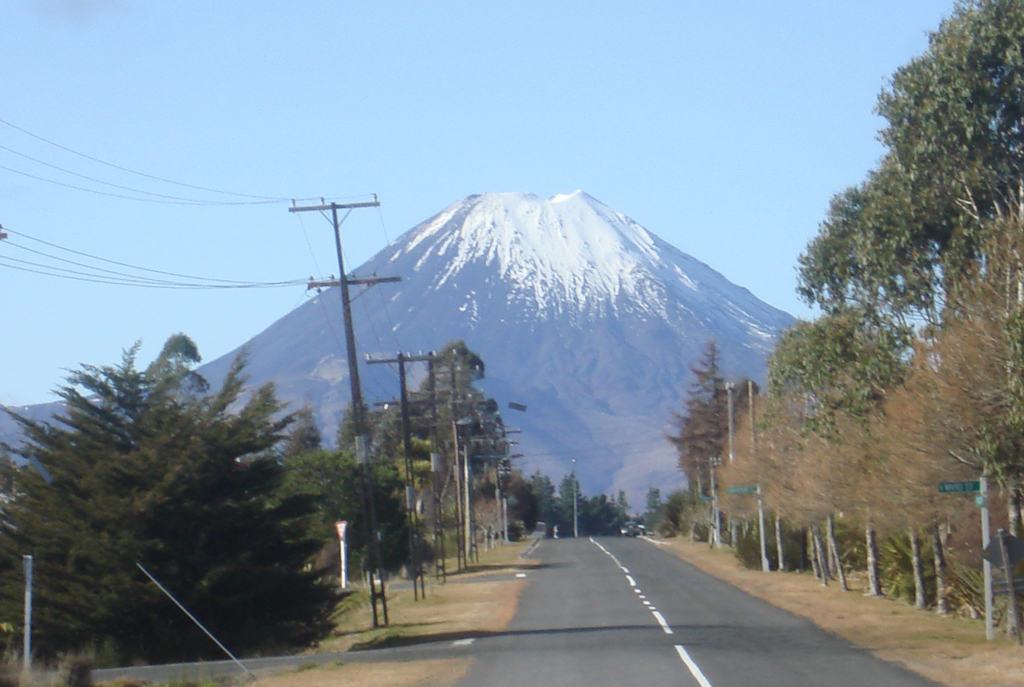
Pohled od železniční tratě Auckland - Wellington
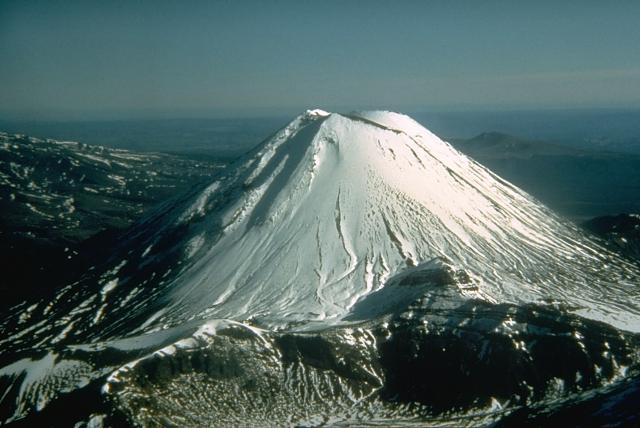
Zasněžený vrchol na snímku z roku 1984